# Ceriodaphnia laticaudata
Ceriodaphnia laticaudata is een watervlooiensoort uit de familie van de Daphniidae. De wetenschappelijke naam van de soort is voor het eerst geldig gepubliceerd in 1867 door P.E. Müller.